# لوئوبونتا
لوئوبونتا (انگلیسی: Lo'eau LaBonta؛ زادهٔ ۱۸ مارس ۱۹۹۳) بازیکن فوتبال اهل ایالات متحده آمریکا است.
از باشگاه‌هایی که در آن بازی کرده‌است می‌توان به اف سی کانزاس سیتی و اسکای بلو اف‌سی اشاره کرد.
وی همچنین در تیم ملی فوتبال زیر ۲۳ سال زنان ایالات متحده آمریکا بازی کرده‌است.